# León XII
León XII (en latín: Leo PP. XII), de nombre secular Annibale della Genga (Genga, 2 de agosto de 1760-Roma, 10 de febrero de 1829) fue el 252.º papa de la Iglesia católica entre 1823 y 1829.

## Orígenes y formación
Annibale Francesco Clemente Melchiorre Girolamo Nicola della Genga pertenecía a la familia de los condes de la Genga, un pequeño pueblo de la Marca de Ancona. Fue el sexto de los diez hijos del conde Ilario della Genga y de su esposa la condesa María Luisa Periberti di Fabriano.
Se educó en Collegio Campana de Osimo y en el Collegio Piceno de Roma. Posteriormente pasó a la Pontificia Accademia dei Nobili Ecclesiastici de Roma, donde fue ordenado sacerdote en 1783.

## Carrera eclesiástica
Este mismo año fue nombrado secretario privado del papa Pío VI. En 1784 fue designado nuncio en Lucerna, Suiza. En 1790 regresó a Roma para ocupar una cátedra en la Pontificia Accademia dei Nobili Ecclesiastici y el cargo de prefecto del Seminario Vaticano. Fue entonces cuando consiguió atraer la atención hacia sí, al haber pronunciado en la Capilla Sixtina una enjundiosa oración fúnebre por la muerte del emperador José II. En 1792 fue nombrado canónigo de la Patriarcal Basílica Vaticana y abad comendatario del monasterio de Monticelli.

### Episcopado
El 21 de febrero de 1794 fue designado arzobispo titular de Tiro y tres días después consagrado obispo por el Cardenal-Duque de York. Inmediatamente después fue trasladado a la nunciatura de Colonia, pero debido a la guerra tuvo que establecer su residencia en Augsburgo. Durante los muchos años que pasó en Alemania, completó varias misiones difíciles, las cuales lo llevaron muy cerca de las cortes de Dresde, Viena, Múnich y Stuttgart y también de la de Napoleón. Durante este período se le acusa de que sus finanzas estaban desordenadas y de que su vida privada estaba bajo sospecha. Luego de la ocupación de los Estados de la Iglesia, fue tratado por los franceses como prisionero de estado y vivió varios años en recluido en su abadía comendataria de Monticelli entreteniéndose con la música y la caza, pasatiempos que continuó practicando incluso después de su elección como papa. En 1814 Della Genga fue designado para llevar las felicitaciones del papa al rey Luis XVIII de Francia, instaurado por el Congreso de Viena.

### Cardenalato
En 1816 fue nombrado cardenal del título de Santa Maria in Trastevere y obispo de Senigallia con el título de arzobispo ad personam. En 1820, el papa Pío VII le dio la distinguida posición de cardenal vicario para la ciudad de Roma y al año siguiente le nombró arcipreste de la Basílica de Santa María la Mayor. Fue un acérrimo zelante.

## Papado

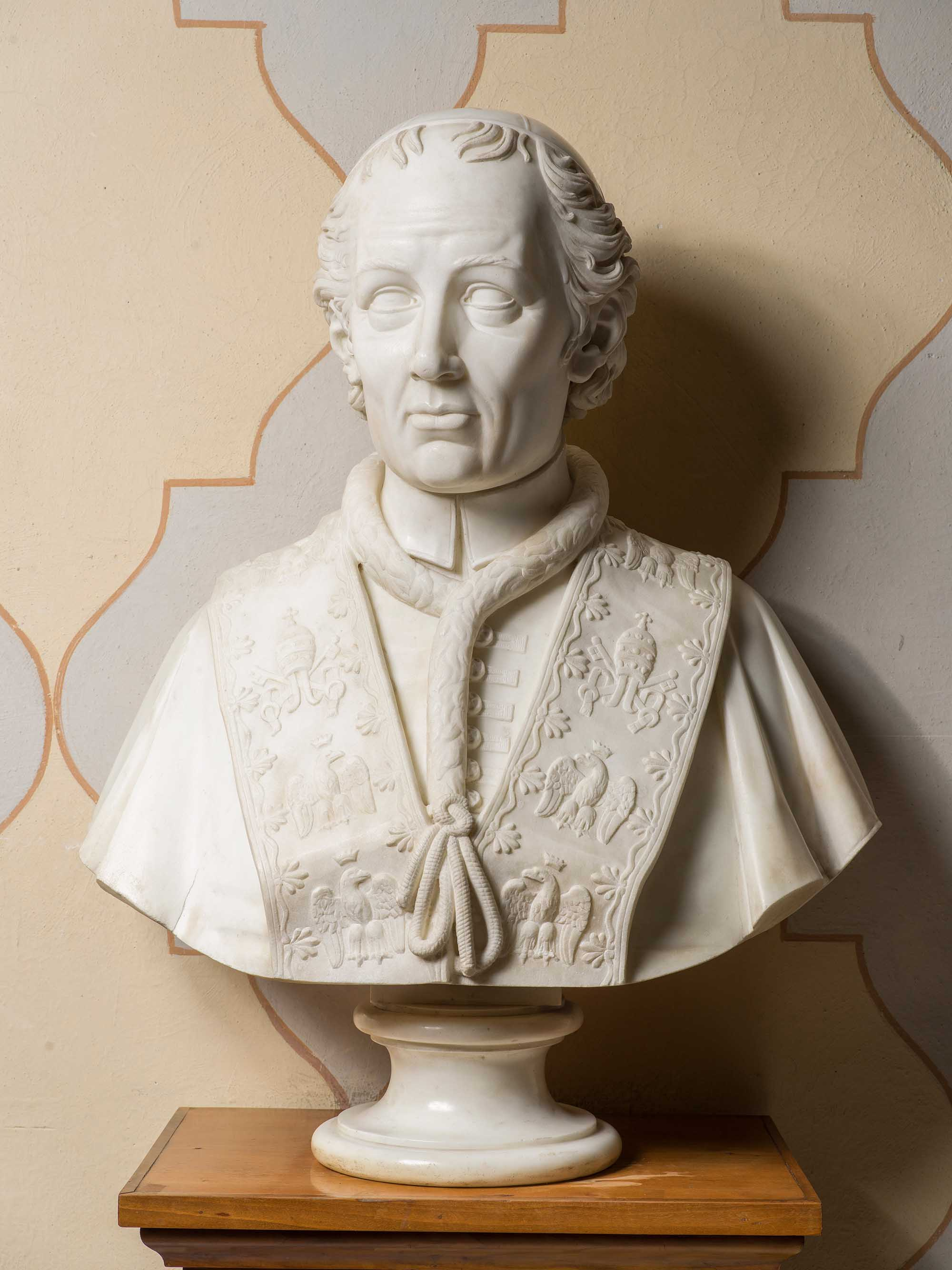
Un busto de León Xll cuando aún era un estudiante

### Elección papal
Aún con la activa oposición de Francia, que lo tenía por acreditado germanófilo, fue elegido papa el 28 de septiembre de 1823 tras sólo veinte días de cónclave. Su elección fue facilitada por el hecho de que el cardenal Giuseppe Albani, diácono de S. Eustachio, había presentado el veto del emperador Francisco I de Austria contra el favorito Antonio Gabriele Severoli, cardenal del título de S. Maria della Pace. La mayoría de cardenales habían optado entonces por un papa de transición, y Della Genga estaba muy enfermo, casi en el umbral de la muerte. Él mismo manifestó a los cardenales que acababan de elegir "a un hombre muerto". Sin embargo, sorpresivamente siguió viviendo. El 5 de octubre siguiente fue coronado por el cardenal Fabrizio Ruffo, protodiácono de S. Maria in Via Lata.

### Actuación pontifical
Su política exterior, que confió primero a Giulio Maria della Somaglia, cardenal obispo de Ostia-Velletri y decano del Sacro Colegio, y luego a Tommaso Bernetti, cardenal diácono de San Cesareo in Palatio, se movía en las líneas generales que durante el papado anterior había dejado marcadas Ercole Consalvi, cardenal diácono de Santa Maria ad Martyres y secretario de Estado. 
Con respecto a las Guerras de independencia hispanoamericanas, inicialmente mostro una postura de neutralidad prudente entre el Imperio español y las repúblicas hispanoamericanas, no reconociéndolos diplomáticamente, pero permitiendo la Ordenacion sacerdotal de clero simpatizante a las independencias, buscando evitar declaraciones explícitas contra los independentistas por miedo a políticas Anticlericales de los Libertadores como respuesta, así como a un abuso del Patronato regio en España para presionar al Papa a aumentar su hostilidad. Pero tras recibir a representantes de la Corte española (apoyados a su vez por la Santa Alianza) y también enviados de la Gran Colombia proponiendo un Concordato, este emitió opiniones en contra de estos últimos con el objeto de restituir la tranquilidad y el orden a sus súbditos de aquellos dominios, influenciando en dicho rechazo de la Santa Sede a los Ejércitos patriotas el que estos afirmen ideologías Liberales y los errores Modernistas de la Ilustración (percibidos por la iglesia como herejías contrarias al Derecho natural y la Concepción Tomista de la Política, citando de ejemplo su aplicación en la Descristianización de Francia durante la Revolución francesa), así como considerar que la causa del desorden sociopolítico en Hispanoamérica provenía de los insurgentes con sus rebeliones contra la Legitima autoridad y buscando forzar la práctica de las doctrinas voluntaristas del Contrato social, obra condenada en el Index librorum prohibitorum, lo cual impedía que se dé una pacificación del continente en situación de anarquía desde la Invasión napoleónica (no influyendo en esta crítica, pese al bulo popular, las simpatías papales por la Monarquía tradicional o alguna presión del Congreso de Verona). 
Fue así como proclamó la encíclica Etsi Liam Diu, en continuidad con la anterior encíclica pro-realista, Etsi longissimo terrarum, en el que exhorto al clero hispanoamericano "para que éste aconseje e insista a los fieles a la obe-diencia y sumisión del legítimo soberano y madre Patria" , es decir, mantener íntegro el Pacto con la Monarquía Hispánica por medio de inspirar a la población común a ser fieles vasallos y abjuren de las "ideas nuevas" de la Ilustración hispanoamericana y su Secularismo (sobre todo la amenaza de que los Estado-nación pretendan ser el nuevo rector sociopolítico de los destinos de la sociedad, en detrimento de la supremacía espiritual de la Iglesia según el Agustinismo político), así como a lograr una Reconciliación entre los hispanoamericanos envueltos en una guerra civil fratricida que amenazaba con Fragmentar los lazos políticos de la Hispanidad. Sin embargo, debido a problemas logísticos, el documento no llegó a ser entregado a los hispanoamericanos hasta después de la Batalla de Ayacucho (ya habiendo terminado las guerras de independencia en derrota realista) y las elites criollas y liberales, una vez se enteraron de su existencia, aprovecharon en acusar al documento como una falsificación española (polémica Historiográfica que se resolvería con la liberación de los Archivos Vaticanos por León XIII a fines de siglo, revelándose la copia original).

Examinando estas cosas con dolor, ensanchamos Nuestro corazón hacia vosotros, Venerables Hermanos, pensando que estaréis íntimamente animados por la misma preocupación por el gravísimo peligro que acecha a vuestro rebaño. Llamados al sagrado ministerio por Aquel que vino a traer la paz a la tierra y que fue su autor y perfeccionador, sabéis que vuestra principal obligación es velar por que la Religión se conserve intacta, lo que claramente depende de la tranquilidad de la patria. Y como el vínculo de la Religión une en el mismo deber a quienes mandan y a quienes obedecen, se rompe cuando, con el aumento de las discordias, de los desacuerdos y de las perturbaciones del orden público, un hermano arremete contra otro y la casa se derrumba encima de la casa.

Exhortamos, pues, a vuestra fidelidad, Venerables hermanos, y queremos que vuestra preocupación diaria se vea estimulada por este estímulo nuestro, que con la ayuda de Dios no será inútil para los perezosos ni gravoso para los devotos.

(...) La antigua y santa religión, en la que se salva, de ninguna manera podrá conservarse en pureza e integridad cuando el rey dividido en rostros sea miserablemente desolado, como le advirtió el Señor Jesucristo; finalmente sucederá con absoluta seguridad que los inventores de innovaciones se verán obligados, contra su voluntad, a invocar la verdad, junto con el profeta Jeremías: «Esperamos la paz y no la queremos; Esperemos el tiempo de la medicina, y aquí está el terror; Esperemos el momento de la salud y aquí está el desorden.»
León XII, encíclica Etsi Liam Diu

Personalmente, León XII redujo los impuestos, hizo que la justicia fuera más barata, y logró encontrar financiación para ciertas mejoras públicas. Aun así dejó la tesorería más exhausta de lo que la había encontrado, y ni siquiera el muy planificado jubileo de 1825 consiguió mejorar la economía pontificia. A la conclusión del jubileo, con la bula Charitate Christi extendía a todo el mundo sus beneficios espirituales, al tiempo que recordaba la prohibición de la usura y la obligación universal de contribuir al sostenimiento de la Santa Sede.
Su política interior se dirigió a combatir a las sociedades bíblicas, los carbonarios y los masones. Tomó las medidas más fuertes en relación con agitaciones políticas que se solían dar en las funciones de teatro. Al revés de lo que suelen propalar las obras protestantes,[¿cuál?] el pueblo no estaba enemistado con León XII, sino que le veía como había visto a los anteriores papas.[cita requerida]

## Muerte
Parece ser que León XII habría recibido la extremaunción diecisiete veces durante su vida, la más famosa de ellas fue durante su coronación en 1823, y se consideró un milagro su salvación, en la víspera de Navidad.
El Papa León, de carácter fuerte y decidido, continuó trabajando hasta el final de sus días, a pesar de su mala salud. Murió en Roma el 10 de febrero de 1829. Fue sepultado en las Grutas Vaticanas, delante del altar del papa León I el Grande. A pesar de su impopularidad, el epitafio que figura en su estatua, realizada por Pasquino, afirma: Aquí yace della Genga, por su y nuestra paz.

## Profecías de San Malaquías
Las profecías de San Malaquías se refieren a este papa como Canis et coluber (El perro y la serpiente), cita que al parecer hace referencia a que condenó y mantuvo un estricto seguimiento de los movimientos liberales —particularmente francmasones y carbonarios— y de las sociedades bíblicas protestantes. Por eso se le considera un perro (un vigilante) contra las serpientes destructoras de la Iglesia.